# Vepses
Cet article concerne le peuple vepse. Pour la langue vepse, voir Vepse.
Les Vepses sont un peuple finno-ougrien qui parlent le vepse, langue appartenant à la branche fennique des langues ouraliennes. Les Vepses eux-mêmes se désignent par plusieurs autoethnonymes qui varient selon le dialecte : vepslaine, bepslaane et (dialectes du nord, au sud-ouest du lac Onega) lüdinik et lüdilaine. 
Selon le recensement de 2002, les Vepses forment une population de 8 240 personnes en Russie. Sur les 281 Vepses recensés en Ukraine (2001), 11 parlent le vepse. Les Vepses de Russie ont conservé leur langue et leur culture mais la plupart d'entre eux parlent le russe couramment.

## Répartition géographique
De nos jours, les Vepses vivent dans la région entre le lac Ladoga, le lac Onega et le Lac Beloïe, en république de Carélie dans l'ancien oblast national vepse, dans l'oblast de Leningrad le long de la rivière Oïat dans les districts de Podporozhsky et Lodeynopolsky et plus au sud dans le Tikhvinsky et Boksitogorsky et dans l'oblast de Vologda, dans les districts de Vytegorsky et de Babayevsky.

## Personnalité Vepse
- Nikolai Abramov (en) - Poète, traducteur et écrivain de langue vepse